# Vinux
Vinux är namnet på en version av operativsystemet Ubuntu Linux med inbyggt stöd för braille-skärmar. Denna linuxutgåva har därutöver möjligheten att välja/växla mellan två skärmläsare, två skärmförstorare och möjligheten att ändra fontstorlek och färganpassning.